# Bakulowirusy
Bakulowirusy (Baculoviridae) – rodzina wirusów stawonogów (głównie owadów) obejmująca 4 rodzaje.

## Systematyka
Bakulowirusy ze względu na rodzaj ciałek okluzyjnych dzieli się na dwa typy: nucleopolyhedrovirus (NPV) – wirusy poliedrozy jądrowej (np. Autographa californica nucleopolyhedrovirus – AcMNPV) oraz granulovirus (GV) – wirusy granulozy (np. Plodia interpunctella granulovirus – PiGV).
Współcześnie rodzina Baculoviridae jest podzielona ze względu na cechy biologiczne, fenotypowe i filogenetyczne na cztery rodzaje:
- Rodzina: Baculoviridae – bakulowirusy
  - Rodzaj: Alphabaculovirus – NPV motyli
  - Rodzaj: Betabaculovirus – GV motyli
  - Rodzaj: Gammabaculovirus – NPV błonkoskrzydłych
  - Rodzaj: Deltabaculovirus – NPV muchówek

## Budowa wirusa
Bakulowirusy są najlepiej poznanymi wirusami owadów. Zawierają dużą dwuniciową kolistą cząsteczkę DNA o wielkości 80–180 kpz. Zawiera ona 90–180 genów. Genom upakowany jest w pałeczkowate nukleokapsydy o 200–400 nm długości i ok. 36 nm szerokości. Nukleokapsydy są otoczone białkowo-lipidową osłonką, tworząc wirion. Wirusy wytwarzają białkowe ciałka okluzyjne nazywane poliedrami (kształt wielościanu) u NPV lub granulami (kształt owalny) u GV, w których zatopione są ich pałeczkowate wiriony. Chronią one przed niekorzystnym wpływem środowiska. W granulach występują wiriony w postaci pojedynczej; w poliedrach w postaci pojedynczej (SNVP – single-nucleocapsid) lub w pęczkach otoczonych wspólną błoną (MNVP – multi-nucleocapsid).

## Cykl replikacji wirusa

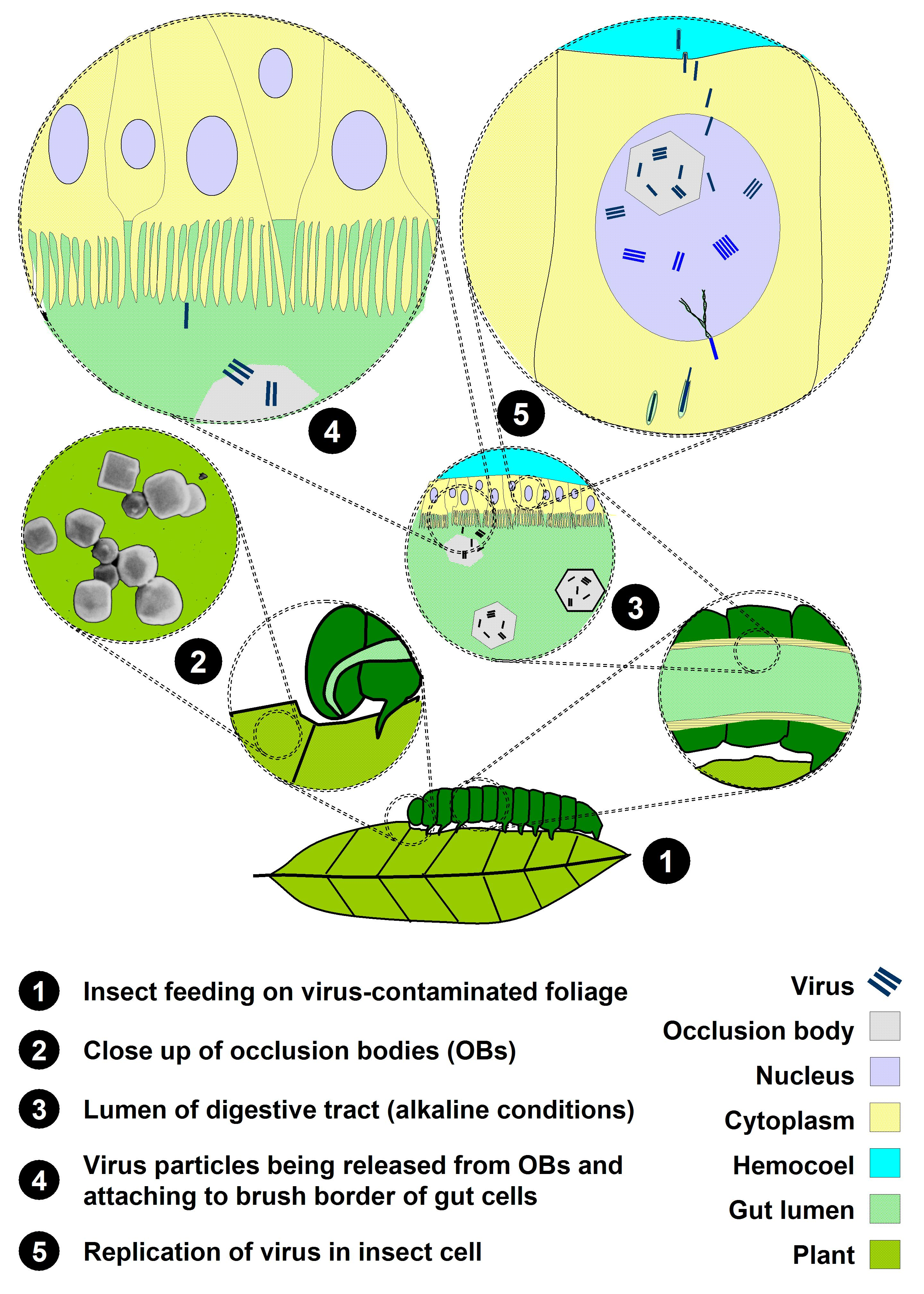
Schemat cyklu replikacji wirusa poliedrozy jądrowej

Dwie formy fenotypowe tworzą się podczas infekcji – ODV (okluzyjna forma wirusa, ang. occlusion derived virus) oraz BV (formy wypączkowane wirusa, ang. buddied virus). Mają one taki sam nukleokapsyd, ale różne osłonki. Forma ODV jest odpowiedzialna za pierwotną infekcję wirusa na drodze pokarmowej, natomiast forma BV infekuje na drodze pozapokarmowej, odpowiada za wtórne zarażenia między komórkami, można dokonać infekcji tą formą przez wstrzyknięcie. Dlatego też formy BV używa się w biologii molekularnej do infekowania kultur komórkowych, a formę ODV jako pestycydy.
W alkalicznym środowisku jelita owada ciała okluzyjne (formy ODV) ulegają rozpuszczeniu. Osłonka białkowo-lipidowa ulega fuzji z błoną komórkową ścian jelita, uwalniając nukleokapsydy do cytoplazmy. Stamtąd migrują do jądra komórkowego i uwalniają DNA wirusowy.
Można wyróżnić trzy fazy ekspresji genów wirusowych:
- faza wczesna (w ciągu 6 h po infekcji);
- faza późna (6–18 h po infekcji) – formowanie wirionów bez ciałek okluzyjnych (BV) przedostających się do hemolimfy i atakujących różne tkanki owada;
- faza bardzo późna (18–72 h po infekcji) – synteza wirionów z ciałkami okluzyjnymi w komórkach różnych tkanek owada, które potem będą uwolnione do środowiska, gdzie mogą przetrwać przez długi czas – mogą występować w glebie, ściółce, korze drzew[6].

Złożone wirusy wypączkowują przez błonę jądrową (formy BV), otrzymując lipidową otoczkę. Wirusy te atakują kolejne komórki owada, które produkują kolejne wiriony; niektóre są w jądrze otaczane ciałkiem okluzyjnym, tworząc formy ODV. W ostatniej fazie dwa białka wirusowe – chitynaza i katepsyna ułatwiają rozpad kutykuli gospodarza, a następnie wiriony są uwalniane i mogą infekować kolejne larwy, które zjedzą okluzyjne formy wirusa znajdujące się na roślinie. Zakażenie może też nastąpić wertykalnie, kiedy wirus wnika do jaj. Generalnie śmierć owada następuje w przeciągu 1–2 tygodni po infekcji.

## Gospodarze wirusa
Odkryto ponad 600 gatunków, które mogą być gospodarzem dla wirusa. Są to w większości owady z rzędu motyli (Lepidoptera). Atakują również gatunki z rzędu muchówek (Diptera), błonkoskrzydłych (Hymenoptera), chruścików (Trichoptera), a także niektóre skorupiaki (Crustacea) i dziesięcionogi (Decapoda). Nigdy nie zanotowano żadnej infekcji bakulowirusami u kręgowców (w tym człowieka), roślin i bezkręgowców poza powyżej wymienionymi.

## Zastosowanie
Bakulowirusy mogą być wykorzystywane jako biologiczne środki do zwalczania owadzich szkodników. Wiele zostało genetycznie udoskonalonych przez wprowadzenie dodatkowych genów, aby stały się skutecznymi, przyjaznymi środowisku insektycydami. Wykazują zwykle dużą specyficzność, przez co jeśli ma się do czynienia z wieloma gatunkami szkodników, trzeba stosować kilka preparatów.
Niektóre wirusy NPV, w tym wirus wyizolowany z Autographa californica, zostały przerobione na wydajne eukariotyczne wektory ekspresyjne do użytku w inżynierii genetycznej. Pozwalają na uzyskanie wielu potranslacyjnych modyfikacji białek charakterystycznych dla eukariotów, niezbędnych dla uzyskania funkcjonalnego białka, a jednocześnie są bardzo wydajne, umożliwiając produkcję porównywalnych ilości białek z wektorami opartymi na prokariotycznych systemach. Ze względu na niepatogeniczność względem ssaków i nietoksyczność, brak możliwości replikacji w takich komórkach zmodyfikowane bakulowirusy są obiecującym narzędziem do zastosowania w medycynie do terapii genowej.